# Vlaška
Vlaška nebo také Italka je nosné plemeno slepic lehkého typu.

## Původ plemene
Vlašky pocházejí z Itálie, kde byly vyšlechtěny z tehdejších selských slepic. Rodově je příbuzná s leghornkou, proto je Angličany považována za „německý typ leghornky“.

## Barevné rázy
- koroptví
- oranžovokrké
- zlatě zbarvené
- stříbrně zbarvené
- oranžově zbarvené
- modré zlatě zbarvené
- modré stříbrně zbarvené
- modré oranžově zbarvené
- šedé oranžově zbarvené
- červeně sedlaté zlatokrké
- bílé kolumbijské
- žluté kolumbijské
- zlaté černě lemované
- stříbrné černě lemované
- zlaté modře lemované
- zlaté bíle lemované
- porcelánové
- červené
- žluté
- černé bíle skvrnité
- žíhané
- rodobarvé šedoprsé
- černé
- modré
- bílé

## Zajímavost
Název plemene je odvozen od starého českého názvu pro Itala (pocházejí z Itálie) – Vlach, proto tedy vlašky.

## Galerie

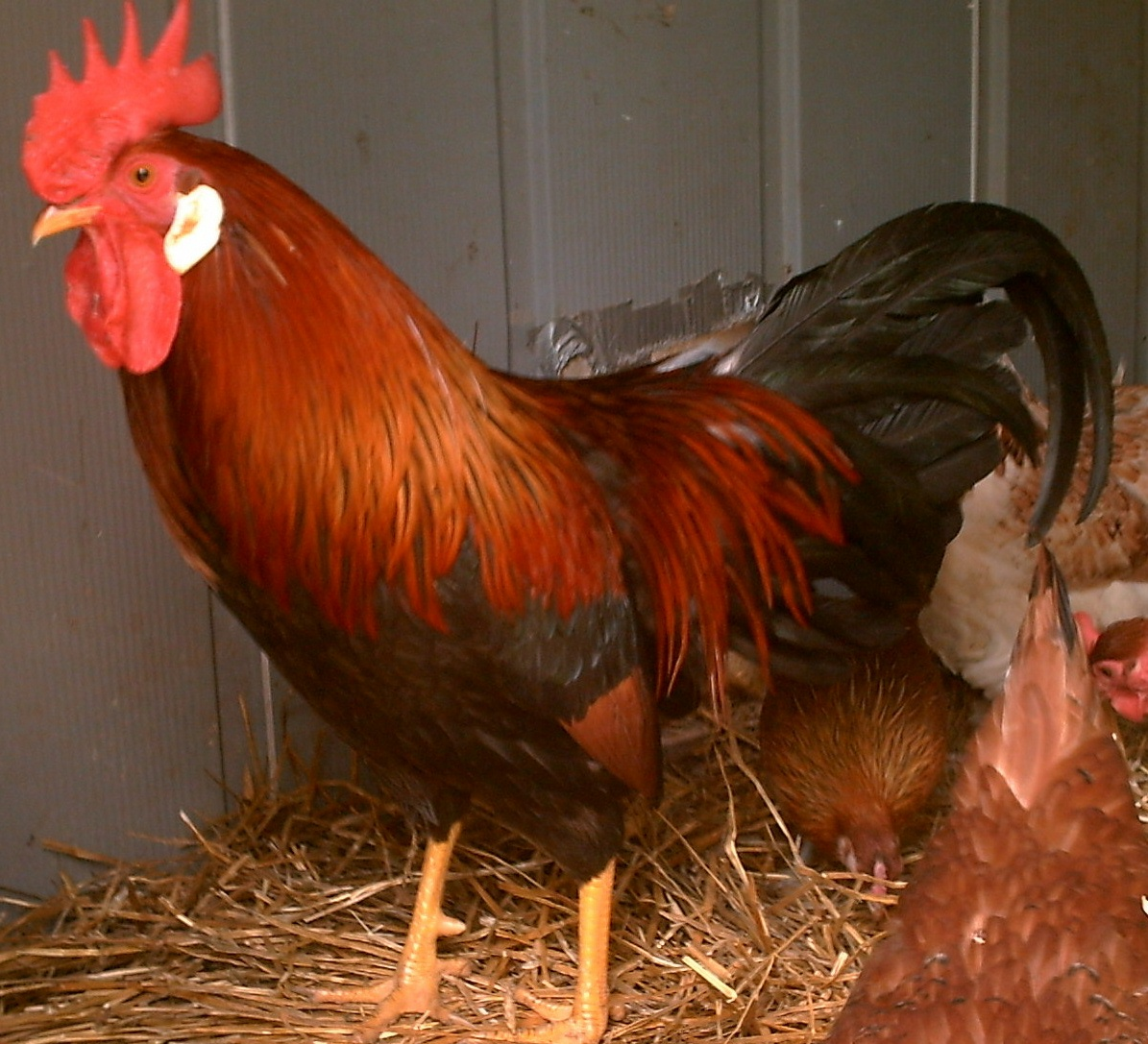
Kohout vlašky zlatokrké
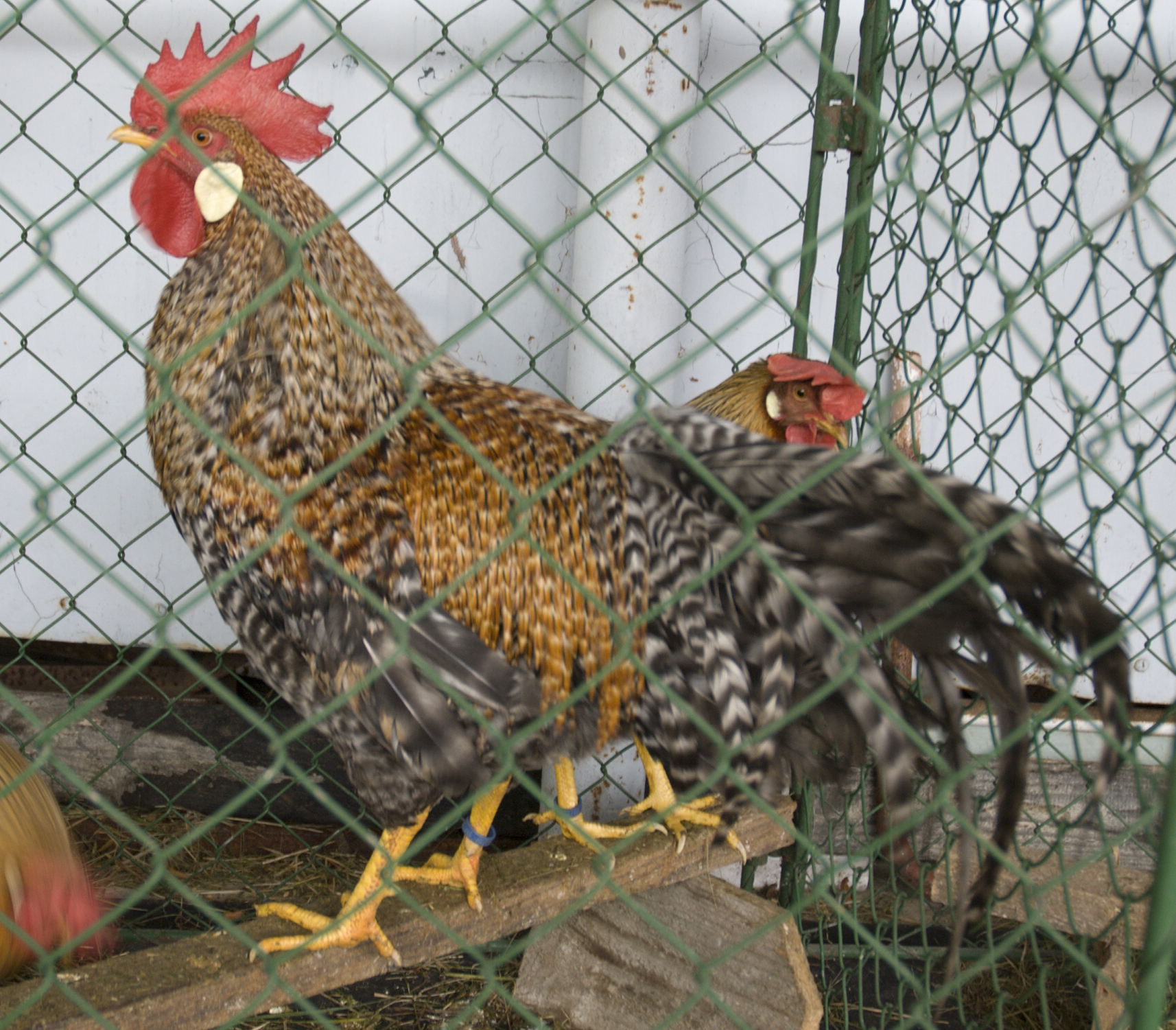
Kohout rodobarvé šedoprsé vlašky
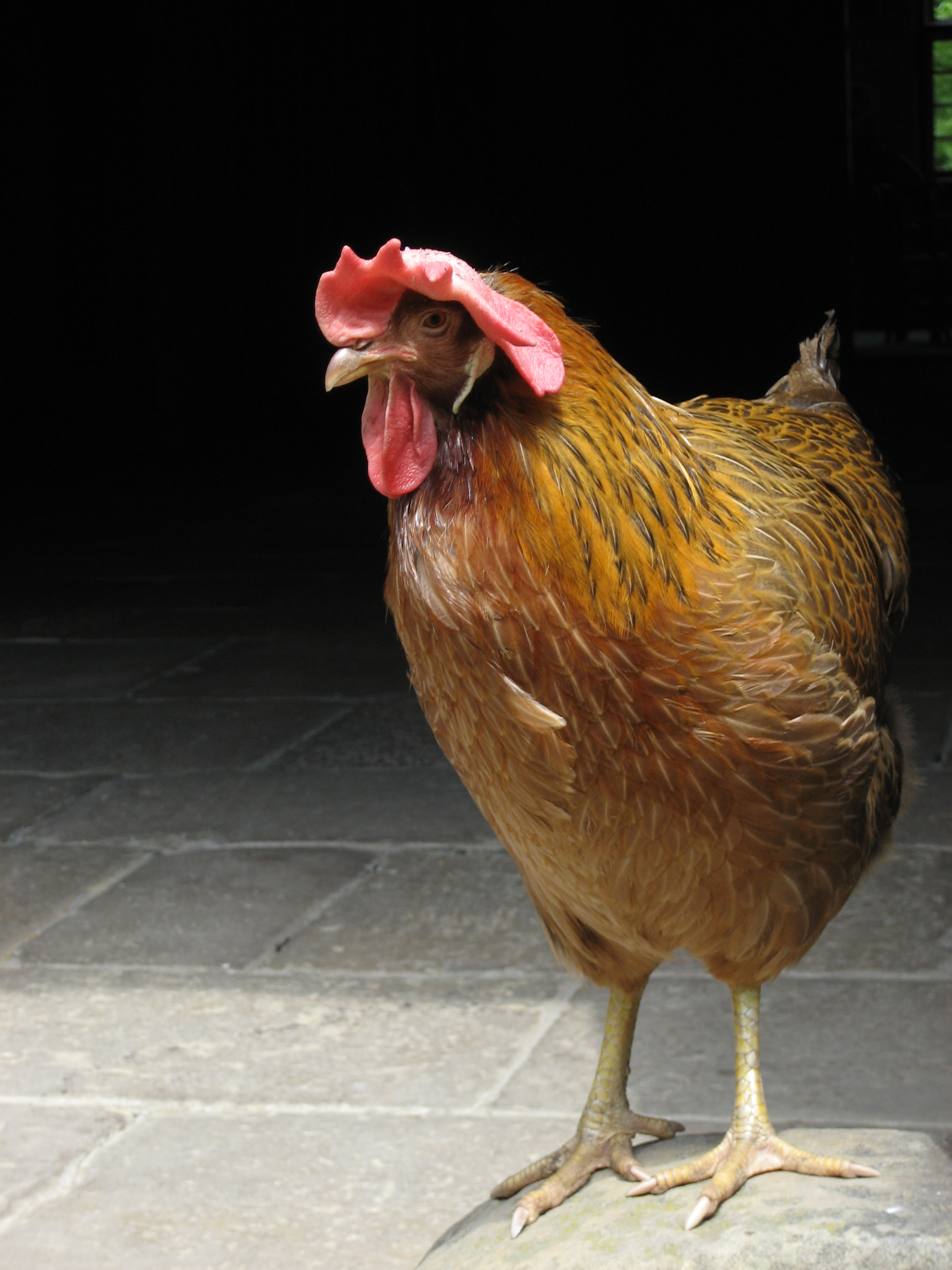
Slepice vlašky zlatokrké
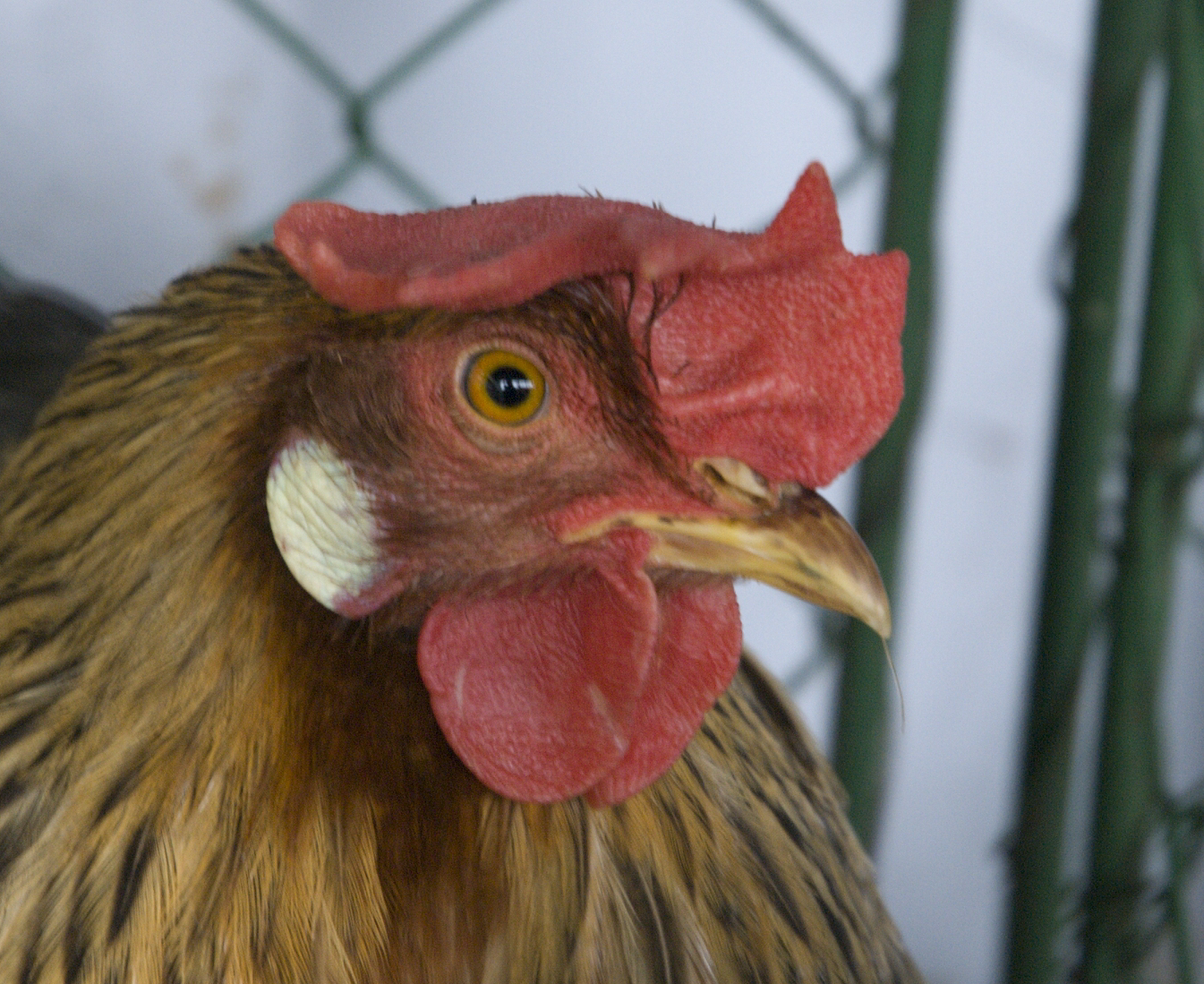
Slepice rodobarvé vlašky
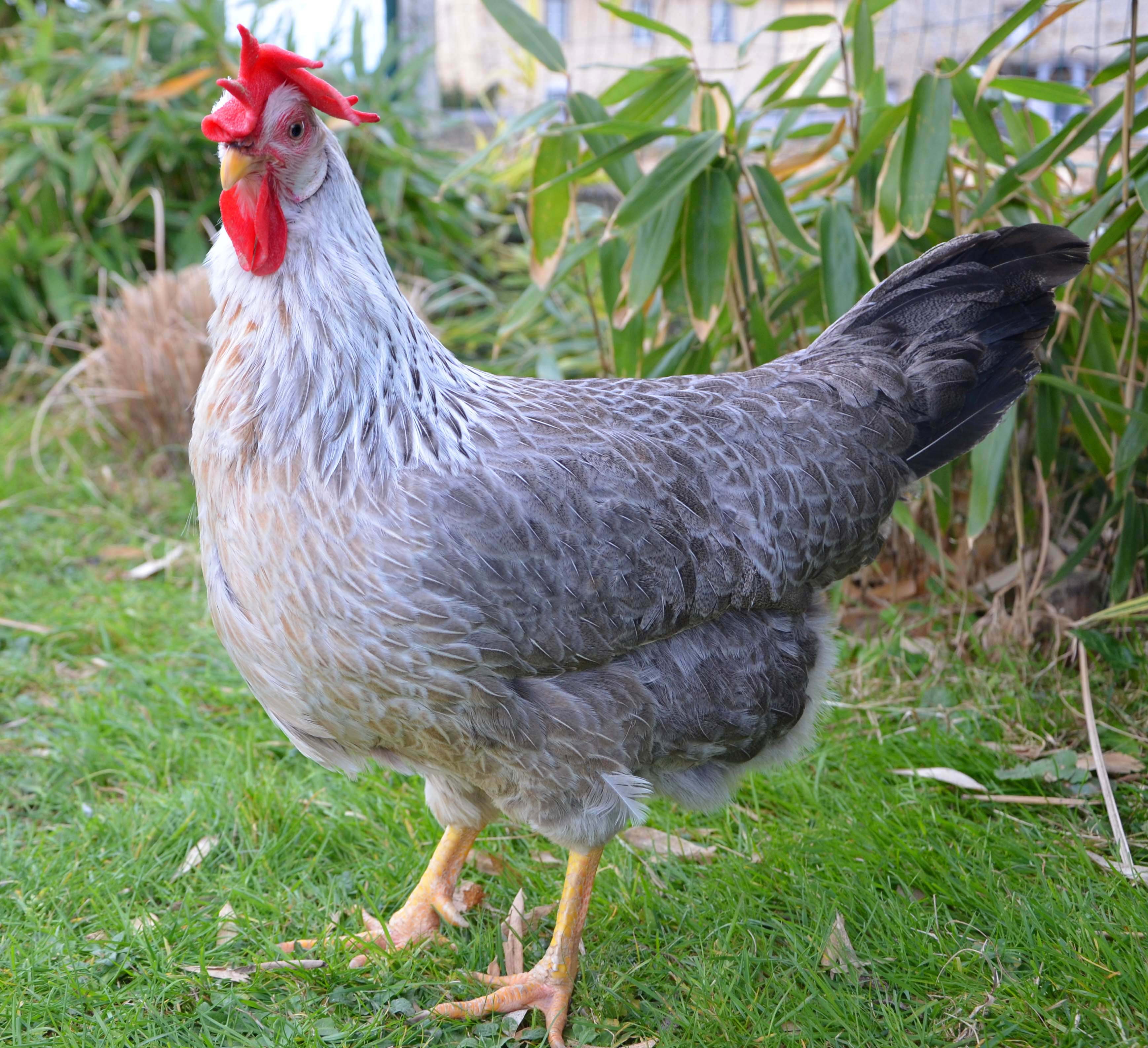
Vlaška stříbrně zbarvená
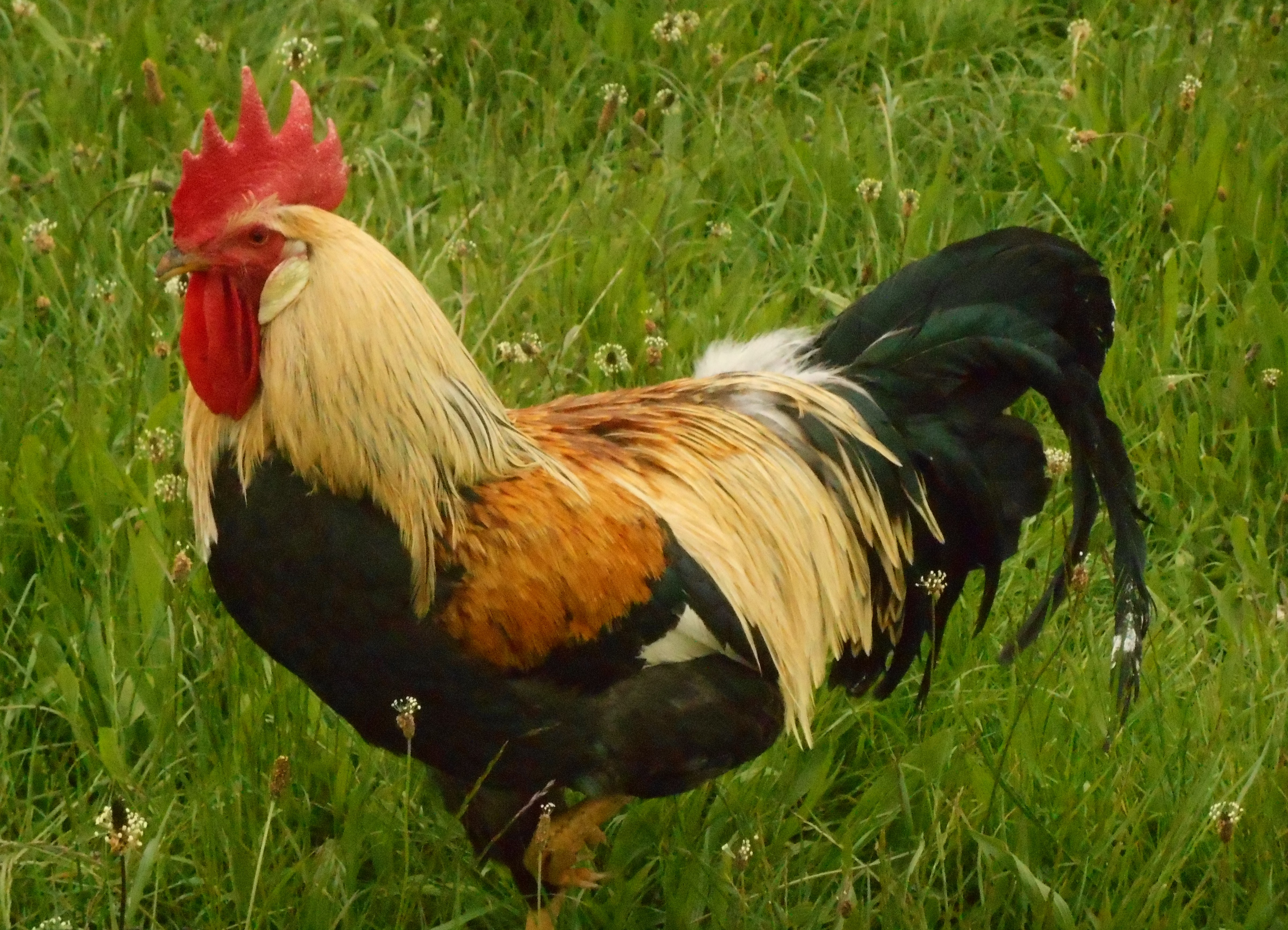
Kohout vlašky oranžovokrké